# Aquitania seconda
L'Aquitania seconda o Aquitania secunda fu una provincia romana costituita nel III secolo sotto la tetrarchia, quando la riforma di Diocleziano suddivise la grande Aquitania in tre parti:
- l'Aquitania prima a est (Massiccio Centrale e Berry),
- l'Aquitania seconda sulla costa atlantica fra l'imboccatura dell'estuario della Gironda e la Loira (Charentes e Poitou)
- l'Aquitania terza o Novempopulana (fra la Garonna e i Pirenei).

L'Aquitania seconda corrisponde al territorio degli:
- Agesinati (Angoumois)
- Aginnensi (Agen)
- Biturigi (Bordelais)
- Santoni (Saintonge)
- Petrocori (Périgord)
- Pictoni (Poitou)

Alla caduta dell'Impero romano d'Occidente, l'Aquitania seconda fu occupata dai Visigoti a partire dal 412 e venne loro ufficialmente concessa in feudo nel 418.